# Talbrücke Rahmede
Die Talbrücke Rahmede ist eine nach Baufälligkeit 2023 abgebrochene und in Neuerrichtung befindliche Brücke der Bundesautobahn 45 nördlich von Lüdenscheid über das Tal der Rahmede und die Landesstraße 530. Das ursprüngliche, 453 Meter lange Bauwerk wurde 1968 fertiggestellt und um 2010 von etwa 64.000 Fahrzeugen täglich befahren. Im Jahr 2011 wurde bei einer Brückenhauptprüfung erstmals ein nicht ausreichender Zustand festgestellt. Am 2. Dezember 2021 wurde die Brücke wegen irreparabler Schäden am Tragwerk dauerhaft gesperrt und schließlich am 7. Mai 2023 gesprengt. Die Teilbrücke in Richtung Frankfurt soll bis Mitte 2026 fertiggestellt sein.

## Erste Talbrücke (1965 bis 2023)

### Bau und Beanspruchung
Die Talbrücke wurde von 1965 bis 1968 als Teil der A45 zwischen den Autobahnanschlüssen Lüdenscheid-Nord und Lüdenscheid errichtet. Die Trasse der Autobahn verlief im Bereich der Brücke im Grundriss gekrümmt.
Die Verkehrsplaner prognostizierten in den 1960er Jahren, dass im Jahre 1980 täglich 25.000 Fahrzeuge sie nutzen würden. Ende der 2010er Jahre waren es täglich 64.000 Fahrzeuge, davon 13.000 Lastkraftwagen. Ende der 1950er Jahre lag das zulässige LKW-Gesamtgewicht bei 24 Tonnen und 8 Tonnen Achslast. 1960 betrug das zulässige LKW-Gesamtgewicht 32 Tonnen und die Achslast 10 Tonnen, 1968 38 Tonnen. Unter diesen Bedingungen betrug die theoretische Nutzungsdauer 70 Jahre, ab dem Jahr der Fertigstellung.
Im Jahr 2021 waren maximal 40 Tonnen und 11,5 Tonnen Achslast, im kombinierten Verkehr bis 44 t Gesamtmasse zulässig. Hinzu kamen häufige illegale Überschreitungen von Gesamtgewicht und Achslasten.

### Konstruktion

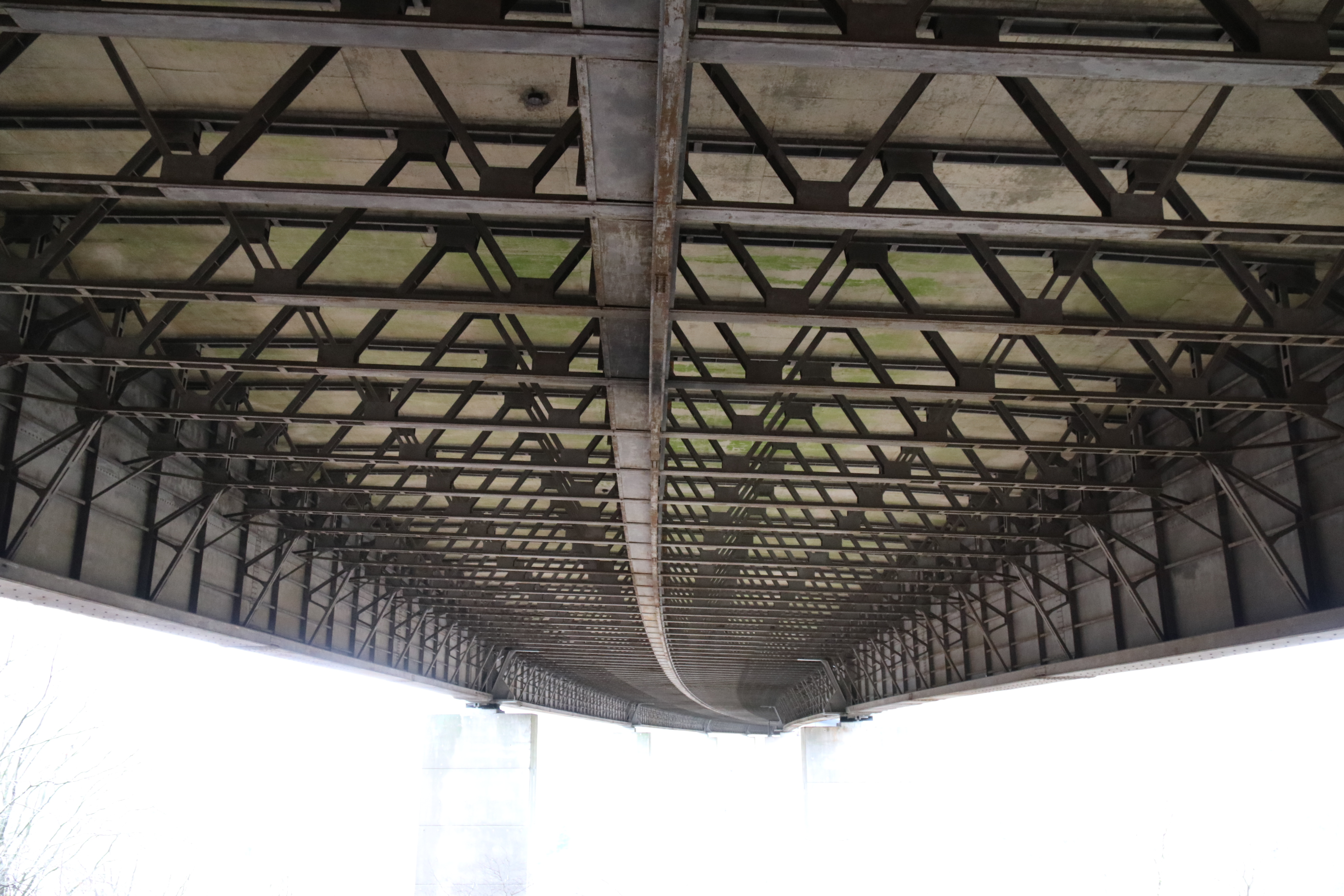
Die Fachwerkträger stabilisierten im Abstand von 2,5 m die 5 m hohen Längsträger und trugen die Fahrbahnplatte.

Das etwa 75 m hohe Bauwerk war eine Stahlverbundkonstruktion und hatte einen gemeinsamen Überbau für beide Richtungsfahrbahnen. Das Bauwerkssystem in Längsrichtung war ein Durchlaufträger mit sechs Feldern und einer Gesamtstützweite von 453 m. Die Stützweiten betrugen 53 m, 64 m, 84 m, 104 m, 84 m und 64 m. Der 31,75 m breite Querschnitt bestand aus zwei 5,0 m hohen, stählernen Hauptträgern im Abstand von 21 m, die alle 2,5 m durch Querträger miteinander verbunden waren. Die Querträger waren Fachwerkkonstruktionen und trugen die 25 cm starke, aus in Längs- und Querrichtung vorgespanntem Beton gefertigte Fahrbahnplatte. Diese war mit Kopfbolzen mit dem Stahltragwerk verbunden. Jeweils zwei Hohlpfeiler aus Stahlbeton trugen den Brückenüberbau in den Pfeilerachsen. Die Fundamente waren flach gegründet. Der Festpunkt des Überbaus in Längsrichtung befand sich auf dem südlichen Widerlager. In der Brücke waren etwa 9000 t Stahl eingebaut, das Gesamtgewicht betrug etwa 17000 t.

### Schäden ab 2011
Das Bauwerk erhielt bei der Brückenhauptprüfung 2011 eine Zustandsnote 3,0 („nicht ausreichend“). Eine kurzfristige Instandsetzung sollte mit einem Zeitrahmen von einem Jahr bei Kosten von 18,67 Millionen Euro erfolgen. Geplant und geprüft wurde eine Verstärkungskonstruktion, die den vorhandenen Überbau durch ein zusätzliches Tragwerk entlasten sollte. Die Maßnahme wurde aus Kostengründen mit Verweis auf den geplanten Neubau verworfen. Im selben Jahr wurde die zulässige Höchstgeschwindigkeit reduziert, ein Mindestabstand von 50 Metern und ein Überholverbot für Lkw eingeführt sowie eine Sperrung für den genehmigungspflichtigen Schwertransport (bis 60 Tonnen) erlassen. Zuständiger Landesverkehrsminister von 2010 bis 2012 war Harry Voigtsberger, SPD.
Die Brückenhauptprüfung 2017 ergab wieder die Zustandsnote 3,0. Eine statische Nachrechnung zur Ermittlung etwaiger Ertüchtigungsmaßnahmen beauftragte das Bundesverkehrsministerium unter Alexander Dobrindt (CSU) nicht, weil der Neubau in Planung war. Der Baubeginn für die neue Talbrücke wurde nach der Verlegung von 2017 auf 2019 allerdings erneut verschoben, nun um sieben Jahre auf 2026. Landesverkehrsminister von 2012 bis 2017 war Michael Groschek, SPD, sein Nachfolger war bis 2021 Hendrik Wüst, der im Anschluss Ministerpräsident wurde, sein Nachfolger als Verkehrsminister wurde zuerst Ina Brandes, ab 2022 Oliver Krischer, Bündnis 90/Die Grünen.
Am 2. Dezember 2021 wurden bei einer Bauwerkskontrolle mit einem Laserscan horizontale Verformungen (Beulen) am 1 cm dicken Stegblech eines Hauptträgers festgestellt, die die Tragfähigkeit der Brücke beeinflussten. Die Brücke wurde am selben Tag gesperrt. Eine Notverstärkung der Stegbleche sollte den Pkw-Verkehr wieder ermöglichen. Am 7. Januar 2022 teilte die Autobahn GmbH des Bundes mit, dass zusätzlich Risse und Korrosion am Stahltragwerk gefunden worden seien und die Brücke daher nicht mehr befahren werden könne. Eine Ertüchtigung selbst nur für eine Belastung mit Pkw würde drei Jahre dauern. Da deren Erfolg zudem ungewiss war, sollte die Brücke nun innerhalb von fünf Jahren durch einen Neubau ersetzt werden. Am 7. Februar 2022 kündigte Bundesverkehrsminister Volker Wissing die Sprengung der Brücke an; am 28. Februar 2023 nannte er den 7. Mai 2023 als Termin dafür.
Vollsperrung und Abriss der Brücke führen zu massiven Belastungen der Anwohner sowie zu Straßenverkehrs- und Wirtschaftsproblemen in und um Lüdenscheid, da täglich 20.000 Kfz, darunter 6000 Lkw, die Umleitungsstrecken verstopfen. Eine Bürgerinitiative kritisierte, dass ein ernstzunehmendes Angebot von Februar 2022 zum Bau einer vierspurigen Behelfsbrücke, deren Errichtung weniger als ein Jahr benötigt hätte, von der Autobahn GmbH abgelehnt worden sei.
Am 27. Februar 2022 brachte das Künstlerkollektiv Willi & Söhne den Schriftzug „Lasst uns Brücken bauen“ und die ukrainische Flagge auf der Fahrbahn an. Der Schriftzug war etwa 300 m lang und so hoch, dass er die Breite aller vier Fahrstreifen ausfüllte. Laut ihrem YouTube-Video bezogen sich die Macher sowohl auf den russischen Überfall auf die Ukraine, die COVID-19-Pandemie als auch Unternehmen und Menschen der Region, deren Existenz durch die Sperrung bedroht sei.

### Sprengung
Am 9. Juni 2022 veröffentlichte die Autobahn GmbH Westfalen die EU-weite Ausschreibung des Sprengabbruchs. Bis Ende Juli hatten drei Bewerber ihre Angebote abgegeben. Eine zeitnah vorgesehene Sprengung war wegen Problemen beim Vergabeverfahren jedoch nicht zu realisieren. Am 4. Oktober 2022 teilte das Bundesverkehrsministerium mit, dass das Vergabeverfahren abgeschlossen und der Auftrag dem Unternehmen Heitkamp Umwelttechnik GmbH zugeteilt wurde. Das Auftragsvolumen betrug 18 Millionen Euro. Ein zunächst für Dezember 2022 angesetzter Sprengtermin fiel jedoch aus, da die Ausführung der Pfeiler von der Darstellung in den Bestandsplänen abwich.
Im Winter 2022/23 erfolgten umfangreiche Arbeiten zur Vorbereitung der Sprengung: Die hohlen Pfeiler wurden im unteren Bereich mit Beton gefüllt, zahlreiche Bäume gefällt, ein aufwändiges Fallbett für die Trümmer hergerichtet und Sicherungsmaßnahmen für ein schräg unterhalb der Brücke befindliches Firmengelände getroffen. Dort wurden aus bis zu sechsfach übereinandergestapelten Seecontainern bestehende Schutzwände aufgestellt, welche die Gebäude und Infrastruktur auf dem Gelände vor Trümmern schützen sollten.
Die Nähe mehrerer Gebäude zur Brücke war eine Herausforderung für den Sprengmeister, das Bauwerk möglichst exakt senkrecht fallen zu lassen. Eine Abweichung von 1,5 Metern beidseits der idealen Falllinie war das maximal Zulässige, um Schäden an den Bauwerken zu vermeiden.
Die Talbrücke Rahmede wurde am 7. Mai 2023 um 12 Uhr mit 150 Kilogramm Sprengstoff, verteilt auf 2035 Sprengladungen, erfolgreich gesprengt. Bis Oktober 2023 wurden die Reste der gesprengten Brücke und des Fallbetts abtransportiert.

### Lebensraum geschützter Arten
An der Brücke brüteten Wanderfalken. Auch mehr als 1000 Zwergfledermäuse hatten ihr Quartier in dem Bauwerk. In der direkten Umgebung der Brücke kommt die Haselmaus vor. Im Zuge des Abrisses wurden für die Arten Ausgleichs- und Kompensationsmaßnahmen durchgeführt; die beiden noch nicht flüggen Wanderfalken wurden dem Nest entnommen und anderen Paaren mit Jungvögeln untergeschoben. 30 Sekunden vor der Sprengung wurde eine kleine Sprengladung zur Vertreibung evtl. noch an oder in der Brücke befindlicher Tiere gezündet.

## Untersuchungsausschuss
Zur Aufklärung des Sachverhalts und der politischen Verantwortung der Infrastrukturschwächen der Vergangenheit wurde beim Landtag NRW mit den Stimmen von SPD, FDP und AfD sowie unter Enthaltung der Fraktionen von CDU und Grünen ein Untersuchungsausschuss eingesetzt, der Parlamentarische Untersuchungsausschuss III (Brückendesaster und Infrastrukturstau). Neben der Talbrücke Rahmede wird auch der Brückeninfrastrukturstau in Nordrhein-Westfalen und der Umgang der Landesregierung mit Nachfragen des Parlaments und der Bevölkerung zu diesen Themen untersucht. Der Untersuchungsausschuss soll mögliche Versäumnisse, Fehleinschätzungen und Fehlverhalten der Landesregierung, insbesondere der Staatskanzlei, der zuständigen Ministerien sowie der ihnen nachgeordneten Behörden, landeseigenen Betrieben/Unternehmen/Gesellschaften und unter der Beteiligung des Landes handelnden Unternehmen aufklären. Es steht auch die Frage im Raum, welcher der vorangegangenen Landesverkehrsminister (Michael Groschek (SPD), Hendrik Wüst oder Ina Brandes (beide CDU)) möglicherweise die politische Verantwortung trägt. Am 20. November 2023 stellte sich im Rahmen einer Sitzung des Untersuchungsausschusses heraus, dass die Anlage bereits seit Jahrzehnten in einem schlimmeren Zustand war als angenommen. So wurde schon 1975 vor fehlendem Korrosionsschutz gewarnt, bei routinemäßigen Prüfungen in den Jahren 2005, 2011 und 2017 wurden ebenfalls schwere Schäden festgestellt, jedoch ohne dass seitens des Landesverkehrsministeriums Maßnahmen eingeleitet worden wären.

## Zweite Talbrücke (seit 2023)

### Planung
Der Landesbetrieb Straßenbau NRW beschloss 2014 einen Neubau der Talbrücke Rahmede mit voraussichtlich 43,5 Millionen Euro Kosten. Im Jahr 2015 wurde die Planungsleistung vergeben und 2017 als Baubeginn vorgesehen. Die Umweltverträglichkeitsuntersuchung war im ersten Quartal 2016 abgeschlossen und die Planung sollte Mitte 2018 fertiggestellt sein. Der Baubeginn war nun für 2019 vorgesehen und die Bauzeit sollte vier Jahre betragen. Zu der Zeit war eine Querverschiebung des Überbaus eines Teilbauwerks vorgesehen. Planungskosten in Höhe von drei Millionen Euro waren bereits entstanden. Am 7. September 2016 stellte der Landesbetrieb Straßenbau NRW dem Bau- und Verkehrsausschuss der Stadt Lüdenscheid erste Pläne des Brückenneubaus vor. Die Fortführung der Planung wurde Anfang 2017 gestoppt – die Ersatzneubauten der Brücken Kattenohl und Brunsbecke wurden höher priorisiert. Der Baubeginn wurde zwischenzeitlich auf 2026 verschoben.
Im Februar 2022 lagen die kalkulierten Kosten des Neubaus bei 80 Millionen Euro.
Am 4. Juli 2023 erfolgte die Bekanntgabe, dass eine Bietergemeinschaft der Bauunternehmen Habau, MCE und Bickhardt Bau den Auftrag für die Planung und Erstellung des Ersatzneubaus erhalten hat. Die Auftragssumme beträgt rund 170 Millionen Euro. Die Verkehrsübergabe der ersten Brücke des Bauwerkes ist für Mitte 2026 vorgesehen. Der zweite Brückenteil in Fahrtrichtung Dortmund soll spätestens im dritten Quartal 2027 fertiggestellt sein. Der offizielle Baustart war am 5. Oktober 2023.
Eine Studie des Instituts der deutschen Wirtschaft schätzt die Kosten, die durch den fünfjährigen Ausfall der Brücke entstehen, auf mindestens 1,8 Milliarden Euro.

### Konstruktion
Es wird eine fünffeldrige Talbrücke in Stahlverbundbauweise mit einer Gesamtlänge von 453 m hergestellt. Der zweiteilige Überbau mit einer Gesamtbreite von zirka 36 m wird aus je einem Stahlhohlkasten mit außenliegenden Diagonalen zur Stützung der auskragenden Fahrbahnplatte bestehen. Als Stützweiten sind 87 m, 107,5 m, 107,5 m, 80 m und 71 m geplant.

### Bauablauf

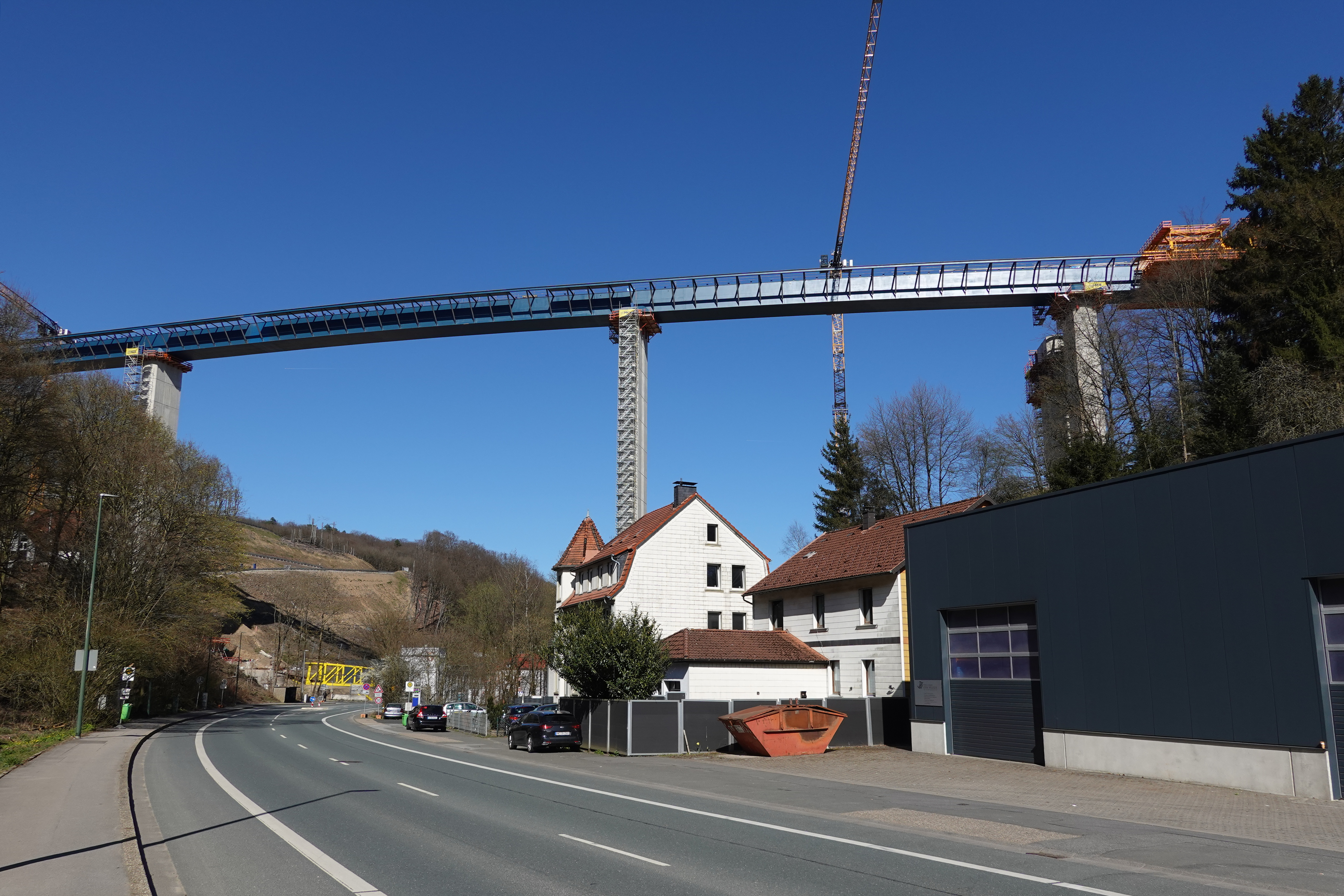
Neubauzustand im April 2025

Im November 2023 waren die Rodungen abgeschlossen und die Baustraßen wurden im teilweise steilen Baufeld erstellt. Bis Januar 2024 waren die Gründungspfähle des Widerlagers Frankfurt und im März das zugehörige Pfahlkopffundament fertiggestellt. Im April waren die beiden Hilfspfeiler errichtet. Seit Mai werden auf den Vormontageplätzen die angelieferten Stahlelemente zusammengeschweißt. Im Juli wurden die ersten Abschnitte der Stahlkonstruktion mit einem Schwerlastmodul zum Taktkeller transportiert. Der Einschub der Stahlkonstruktion im Taktschiebeverfahren erfolgt von beiden Widerlagern aus über die zwei Hilfspfeiler aus Stahlbeton, die die Stützweite des ersten Feldes reduzieren.
Die Stahlkonstruktion hatte im September 2024 den Hilfspfeiler vom Widerlager Frankfurt erreicht. Im weiteren Verlauf wurde der erste Pfeiler aus dieser Richtung im Oktober 2024 erreicht. Der Hilfspfeiler war danach ohne Funktion. Der Vorbauschnabel vom Widerlager Dortmund war ebenfalls vor dem Erreichen des Hilfspfeilers Dortmund.
Im Februar 2025 konnten die beiden Vorbauschnäbel demontiert werden. Im Anschluss wurde die Lücke zwischen den beiden Stahlkonstruktionen des Überbaus der Fahrtrichtung Frankfurt geschlossen und es folgte die kraftschlüssige Verbindung. Dieser Meilenstein wurde von der Autobahn GmbH in einem Livestream am 25. Februar übertragen.
Nach dem Aufbau von zwei Schalwagen für die Herstellung von etwa 24 Meter langen Teilstücken der Stahlbetonfahrbahnplatte wurde am 19. Mai 2025 der erste Abschnitt betoniert. Die Betonierabschnitte werden zur Minimierung der Rissgefahr des Betons im Pilgerschrittverfahren hergestellt, zuerst in der Feldmitte zwischen zwei Pfeilern und danach wird die Lücke über den Pfeilern geschlossen.